# Coryphantha echinus
Coryphantha echinus är en kaktusväxtart som först beskrevs av Georg George Engelmann, och fick sitt nu gällande namn av Charles Russell Orcutt. Coryphantha echinus ingår i släktet Coryphantha, och familjen kaktusväxter. Inga underarter finns listade i Catalogue of Life.